# Etna Valley
Etna Valley è il nome che venne attribuito alla zona industriale di Catania in seguito all'insediamento di alcune grandi società multinazionali dell'elettronica e dei semiconduttori. Dal 2007 tale nome designa ufficialmente il "Distretto produttivo Etna Valley" di Catania.

## Nascita e sviluppo
In seguito all'attività di promozione del sindaco pro tempore Enzo Bianco e alla attività imprenditoriale del siciliano Pasquale Pistorio si realizzò un insieme di aziende attorno al nucleo costituito dalla STMicroelectronics, già presente dagli anni sessanta quando la città etnea veniva chiamata la "Milano del Sud", che aveva deciso di costruire uno degli stabilimenti più moderni per la costruzione di microprocessori. Con la collaborazione dell'Università degli studi di Catania e del CNR, altre aziende decisero di realizzare centri di ricerca con l'impegno di utilizzare i giovani laureati presso l'Ateneo catanese. Fra le più importanti si citano Magneti Marelli, Meridionale Impianti, Nokia, Numonyx, Maxim Integrated Products, Analog Devices Incorporated, Texas Instruments Incorporated, NXP Semiconductors, Technoprobe, Enel Green Power, Vodafone, IBM, Alcatel, Selex Communications, Telespazio, Nortel, Berna e Wyeth.
Attorno a queste grandi aziende è sorto un indotto di oltre un migliaio di micro aziende che producono i semilavorati necessitanti per le varie produzioni. La forza lavoro giunse ad impiegare circa 5.000 giovani tra laureati e diplomati.

## Informatica e telecomunicazioni
Parallelamente al settore delle tecnologie legate all'elettronica dei semiconduttori, con la nascita di Internet si sviluppò anche il segmento dell'informatica e delle telecomunicazioni. In quest'ultimo settore, sin dal 1995, si registrò la fioritura di un numero cospicuo di operatori locali che offrivano accessi ad Internet via modem su linea telefonica commutata. Negli anni a seguire alcuni di questi Internet service provider raggiunsero dimensioni ragguardevoli affermandosi nel mercato nazionale della larga banda, e tra questi Cities On Line poi divenuta T.net, Videobank, Telvia, Sicily On Line poi divenuta Siportal, per arrivare a Mandarin.

## La crisi
Negli anni 2000 l'Etna Valley è entrata in crisi anche in seguito alla mutata congiuntura mondiale e ciò ha comportato sia una riduzione delle attività e della forza lavoro impiegata che il blocco di alcune iniziative importanti di parecchie delle aziende coinvolte.
Etna Valley è stata riconosciuta come Distretto produttivo Etna Valley Catania, con sede a Catania, con il decreto assessoriale D.A. n.181 /12.S della Regione Siciliana.

## Nuove prospettive di sviluppo
Le crisi geopolitiche degli anni 20 del XXI secolo hanno riportato l'interesse ad investire nel polo catanese della microelettronica. Nel 2024 è stato annunciato l'investimento europeo (Chip Act) di 5 miliardi di euro (dei quali 2 dell'Italia) nello sviluppo di una nuova linea STMicroelectronics in grado di produrre, dal 2026, chips SiC ad alte prestazioni oltre alla creazione di un "Silicon Carbide Campus" della società.